# Pierre-Joseph Alary
Pour les articles homonymes, voir Alary.
Pierre-Joseph Alary (19 mars 1689 à Paris - 15 décembre 1770) est un homme d'Église et homme de lettres français.

## Biographie
Il était le fils d'un apothicaire, Barthélémy Alary.
Prieur de Gournay-sur-Marne, il est sous-précepteur de Louis XV et fréquente le salon de Madame de Lambert. Il est élu membre de l'Académie française en 1723, élection que commente ainsi Bachaumont : « C'était le fils d'un apothicaire, qui par ses intrigues étoit parvenu à la fortune. On ne sait trop à quel titre il s’est trouvé assis dans le sanctuaire des muses, car on ne connaît aucun ouvrage de lui. [...] Cependant il étoit beau diseur, bel homme & très-bien venu des femmes ; ce qui chez plus d’un de ses confrères a tenu lieu de mérite littéraire. » Son successeur à l'Académie, Gabriel-Henri Gaillard, brosse un tout autre portrait de lui : « Ce savant modeste rechercha l'obscurité comme on cherche la gloire. [...] Il racontait beaucoup, et l'on écoutait toujours ; c'est qu'il avait vu en philosophe, et qu'il parlait en homme du monde : c'était le goût qui mettait en œuvre les trésors de l'étude et de l'expérience. »
En 1724, l'abbé Alary fonde le Club de l'Entresol où vont se retrouver une vingtaine parmi les plus beaux esprits annonciateurs du siècle des Lumières, parmi lesquels Montesquieu, Helvétius, le marquis d'Argenson, l'abbé Saint-Pierre, Madame du Deffand ainsi que la future Madame de Pompadour. Ils se réunissent chaque samedi au domicile du président Hénault, place Vendôme à Paris, pour y discuter politique et économie. Ayant eu vent qu'il se tramait là des doctrines peut-être dangereuses, car opposées en particulier au mercantilisme, Louis XV fit fermer le Club en 1731.